# The Midas Touch
The Midas Touch, in het Nederlands vertaald als De magische munten, is een stripverhaal van Carl Barks uit 1961. Dagobert Duck, Donald Duck en Kwik, Kwek en Kwak hebben in het verhaal de hoofdrol. Het is daarnaast het eerste verhaal waarin Zwarte Magica als bijfiguur voorkomt. Later zou zij als antagoniste een van de vaste bijfiguren in de verhalen rond Dagobert Duck worden. Ook juffrouw Eugenia is in dit verhaal voor het eerst te zien.
Het verhaal verscheen in 1986 in het Nederlands in het tijdschrift Donald Duck. Het is ook opgenomen in deel 81 van de reeks De beste verhalen van Donald Duck.
De titel verwijst naar de legende rondom koning Midas.

## Verhaal
In het geldpakhuis laat Dagobert Duck aan zijn neef Donald zijn verzameling oude munten zien, die hij bezig is netjes op te poetsen. Dan komt er plotseling een onbekende jonge vrouw, Zwarte Magica, binnen. Magica doet Dagobert een aanbod: als hij één van zijn oude, intussen waardeloze munten aan haar geeft, zal ze hem in ruil een hele dollar teruggeven. Magica is van plan om op de Vesuvius (waar ze woont) van een aantal munten een magische amulet te smeden, zodat ze een van de machtigste heksen ter wereld wordt. De munten die ze daarvoor nodig heeft moeten oud zijn, omdat ze meer kracht bezitten naarmate ze vaker zijn aangeraakt. Dagobert vindt het een geweldig aanbod en gaat meteen overstag.
Even later ontdekt Dagobert dat hij Magica per ongeluk net zijn geluksdubbeltje heeft gegeven, dat hij absoluut niet mag kwijtraken. Samen met Donald en de drie neefjes reist hij Magica meteen achterna. De Ducks kunnen Magica nog net staande houden voordat ze op het vliegtuig naar Rome stapt. Dagobert ruilt het geluksdubbeltje voor een ander muntje. Echter, als Magica erachter komt dat het geluksdubbeltje Dagoberts allereerst verdiende muntje ooit is, beseft ze dat dit muntje veel meer kracht moet hebben dan het andere en ze eist het geluksdubbletje van hem terug. Met een rookbom weet ze iedereen tijdelijk te bedwelmen en het geluksdubbeltje opnieuw in handen te krijgen.
Door met een truc snel ook op het vliegtuig naar Italië te stappen en zich een paar keer te vermommen, weten de Ducks uiteindelijk nog op tijd in de buurt van de Vesuvius en Magica te komen. Magica probeert hen verschillende malen van zich af te schudden, maar uiteindelijk lukt het de drie neefjes net op tijd om Magica te stoppen voordat ze de munten in de krater van de vulkaan kan laten smelten. Magica's plan mislukt zodoende.